# 梅酒

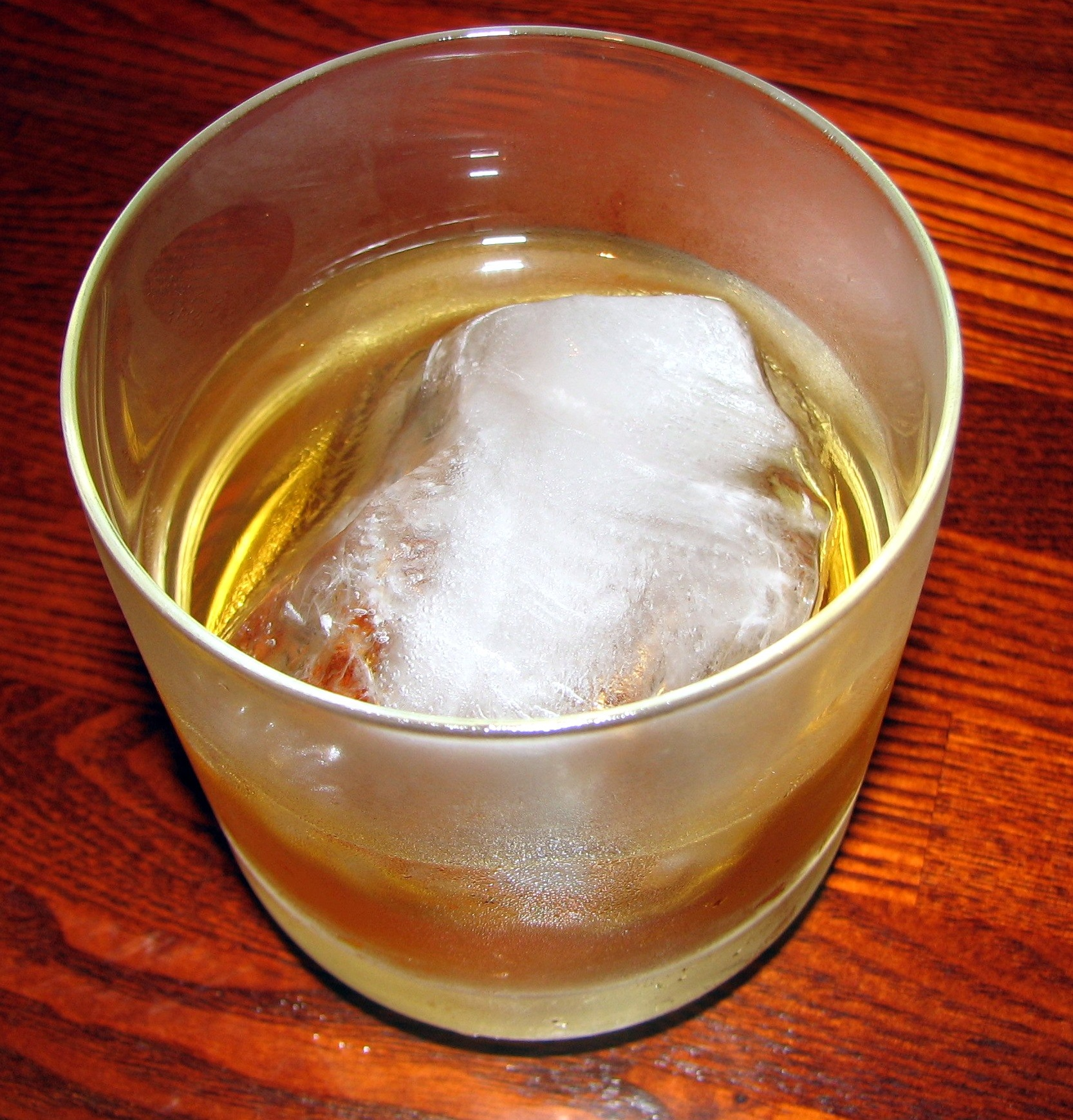
梅酒加冰

梅酒（日语：／ Umeshu）是一種日本的代表性利口酒，主要成份包括梅果、糖和燒酒。梅酒一般酒精含量約為8-15%，味帶酸甜，故亦為一些不嗜酒的人士所愛。
著名的梅酒製造商蝶矢梅酒株式會社在日本紀念日協會將每年梅子盛產季節期間的6月10日登錄為「梅酒日」。
梅酒冷熱飲皆宜，亦可混合綠茶、烏龍茶、溫水、通寧水等配搭出不同的口味。

## 起源及歷史
在日本，梅酒的起源相傳和日本戰國時代的名將上杉謙信有關。 成書於元禄時代、1697年發刊的《本朝食鑑》是最早紀錄梅酒製作方法的日本文獻。
1962年酒税法修改後，家庭自釀梅酒的行為才被視為合法，不過未持有製酒許可時應該使用20度以上的完稅酒類製作。 在臺灣，除非數量有限且僅供自用，否則原則上禁止私人產製酒。

## 分類

### 日本洋酒酒造組合
因為酒廠的釀酒配方不一，為了讓大眾更易於分辨市面上各式各樣的梅酒，由生產商根據酒稅法組成的「日本洋酒酒造組合」在2015年1月23日公佈了「本格梅酒基準」。依照該標準，只有使用梅子、酒和糖，而沒有色素、香料、酸味料等添加物的梅酒才可以稱為「本格梅酒」。

### 一般社團法人梅酒研究會
以推廣梅酒文化為理念的「梅酒研究會」自2015年起舉辦「全國梅酒節」、「全國梅酒品評會」，為了易於說明及評鑑，將梅酒分為以下九類：
1. 連續式蒸餾酒梅酒（ホワイトリカー梅酒）：「蒸餾白酒（White Liqueur）」指的是符合甲類燒酎規範（採用連續式蒸餾法、酒精度數低於36度）的酒類。
2. 單式蒸餾酒梅酒（本格焼酎梅酒）：「本格燒酎」指的是符合乙類燒酎規範（採用單式蒸餾法、酒精度數低於40度）的酒類。
3. 日本酒梅酒（日本酒梅酒）：使用釀造之日本清酒為基底，梅子、糖或甜味剂、酸味劑、著色劑等為原料的梅酒，帶有米香及乳酸。
4. 混合基底梅酒（ベース混合梅酒）：以蒸餾酒（白蘭地除外）及釀造酒混合之基底所製作的梅酒。
5. 白蘭地調和梅酒（ブランデーブレンド梅酒）：在蒸餾酒梅酒、釀造酒梅酒、混合基底梅酒當中添加白蘭地的酒類。
6. 柑橘類調和梅酒（柑橘系ブレンド梅酒）：在蒸餾酒梅酒、釀造酒梅酒、混合基底梅酒當中柑橘類果實果汁或香料的酒類，常見萊姆、柚子、檸檬等組合。
7. 調和梅酒（ブレンド梅酒）：除白蘭地調和梅酒、柑橘類調和梅酒以外，添加果實果汁、辛香料等成分以取得獨特風味的其他調和梅酒，常見茶、紫蘇等材料。
8. 濁梅酒（にごり梅酒）：添加梅子果肉或其他水果固形物的梅酒。
9. 高檔梅酒（プレミア梅酒）：每瓶(720ml)定價在5,000日圓(未稅)以上的梅酒。2024年新設分類。

## 原料

### 梅子
2017年日本全年收穫「小梅」及「青梅」共52,227.9公噸，其中僅10.6%（5,556.4公噸）用於梅酒等飲料製作。用於製作梅酒的梅子主要生產於和歌山縣（4664.9公噸）、奈良縣（429.1公噸）、群馬縣（283.8公噸）、福井縣（131.9公噸）、德島縣（46.7公噸）。和歌山縣在七世紀時為紀伊國的一部分，因此又被稱為「紀州」。
最主要用於梅酒的品種為「南高」，發源於日高郡 (和歌山縣)南部町，是1950年開始篩選、1965年以參與選拔工作的和歌山県立南部高等学校之校名及原始高田梅之名稱命名。 常見於市面的「紀州南高梅」即是指「和歌山縣生產、品種為南高的梅子」。至於「紀州みなべの南高梅」一詞，自2006年起為受到特許廳商標保護的「地域品牌（地域ブランド）」。
| 品種名           | 都道府縣名 | 收穫量（噸） | 用於梅酒等飲料的重量（噸） |
| ---------------- | ---------- | ------------ | -------------------------- |
| ＮＫ１４         | 和歌山     | 27.1         | 10.1                       |
| 鴬宿             | 群馬       | 93.9         | 0.5                        |
| 鴬宿             | 奈良       | 338.9        | 131.9                      |
| 鴬宿             | 和歌山     | 34.7         | 8.4                        |
| 鴬宿             | 徳島       | 231.0        | 42.0                       |
| 大梅             | 和歌山     | 451.2        | 11.0                       |
| 改良内田         | 和歌山     | 65.8         | 18.0                       |
| 玉英             | 群馬       | 0.8          | 0.0                        |
| 玉英             | 奈良       | 4.9          | 0.2                        |
| 月世界           | 群馬       | 16.9         | 0.0                        |
| 月世界           | 徳島       | 11.5         | 1.0                        |
| 剣先             | 福井       | 33.0         | 17.0                       |
| 古城             | 奈良       | 0.2          | --                         |
| 古城             | 和歌山     | 966.3        | 210.8                      |
| 古城             | 徳島       | 1.8          | --                         |
| 小粒南高         | 和歌山     | 1,905.1      | 92.0                       |
| 白加賀           | 群馬       | 1,236.9      | 279.7                      |
| 白加賀           | 奈良       | 793.3        | 169.5                      |
| 白加賀           | 和歌山     | 62.7         | 21.8                       |
| 白加賀           | 徳島       | 2.8          | --                         |
| 新平太夫         | 福井       | 21.2         | 3.9                        |
| 玉梅（青軸）     | 奈良       | 3.8          | --                         |
| 露茜             | 和歌山     | 5.2          | 5.2                        |
| 南高             | 群馬       | 251.2        | 0.0                        |
| 南高             | 奈良       | 411.0        | 116.9                      |
| 南高             | 和歌山     | 42,795.3     | 4,286.3                    |
| 南高             | 徳島       | 67.5         | 1.2                        |
| 梅郷             | 群馬       | 470.5        | 2.3                        |
| 福太夫           | 福井       | 22.7         | 2.0                        |
| 紅サシ           | 福井       | 506.4        | 109.0                      |
| 紅サシ           | 奈良       | 0.2          | --                         |
| 紅養老           | 群馬       | 73.4         | 0.0                        |
| みなべ21         | 和歌山     | 2.0          | --                         |
| 林州             | 奈良       | 24.6         | 10.6                       |
| 林州             | 徳島       | 2.0          | --                         |
| 織姫             | 群馬       | 266.5        | 1.2                        |
| 織姫             | 和歌山     | 2.1          | --                         |
| 甲州小梅         | 群馬       | 37.7         | 0.0                        |
| 甲州小梅         | 和歌山     | 24.2         | --                         |
| 甲州小梅         | 徳島       | 0.3          | --                         |
| 甲州最小         | 群馬       | 12.4         | 0.1                        |
| 甲州最小         | 奈良       | 1.9          | --                         |
| 甲州最小         | 徳島       | 1.8          | --                         |
| 小梅             | 群馬       | 12.9         | 0.0                        |
| 小梅             | 奈良       | 16.1         | --                         |
| 小梅             | 和歌山     | 784.0        | 1.3                        |
| 小梅             | 徳島       | 9.0          | 2.5                        |
| 信濃小梅         | 徳島       | 5.5          | --                         |
| パープルクイーン | 群馬       | 0.4          | 0.0                        |
| 白王             | 和歌山     | 36.0         | --                         |
| 紅王             | 和歌山     | 1.7          | --                         |
| 竜峡小梅         | 群馬       | 0.3          | 0.0                        |
| 竜峡小梅         | 和歌山     | 2.7          | --                         |
| 竜峡小梅         | 徳島       | 17.5         | --                         |

## 釀酒方法
自家製梅酒中，釀製方法分為兩大類。
第一類是將梅子和糖浸泡在酒瓶裡，讓梅子沁出梅香和梅味。
第二類是僅以梅子和糖在空瓶子裡天然發酵，讓梅子的果汁自然流出與糖發酵。 需要注意的是，僅由水果和糖的釀酒方法可能導致產生有毒的酒精「甲醇」，需要慎選低果膠的水果釀酒。
由於梅子的pH值極低，採發酵方式製酒需時較長，因此市面上生產之梅酒絕大多數採浸漬方式製成。

## 日本梅酒品牌
蝶矢梅酒、白鶴酒造、三得利

## 臺灣的梅酒
臺灣的梅子主要產季在每年3月下旬至5月下旬，大多栽植於中央山脈兩側1,500公尺以下之山坡地。近年受中國產品競爭影響，梅子產量大幅下滑，2019年全臺合計收穫8,269公噸的梅子，其中以高雄市2,827公噸、南投縣2,112公噸、臺東縣1,330公噸為最。
南投縣信義鄉農會酒莊，是第一家取得財政部酒製造業許可執照之民營酒莊，利用當地盛產梅子、葡萄、小米等原料，並結合原住民文化創造出許多知名酒品名稱，例如「LULUNA梅酒」「長老說話」、「忘記回家」、「梅子跳舞」等。
南投縣水里鄉車埕酒莊，則是結合梅酒及鐵道文化，創造出「鐵道公主」、「車程老站長」、「烈車長」等品牌。 南投縣玉山酒莊、苗栗縣公館鄉農會酒莊亦有生產梅酒，並獲國際酒類評鑑肯定。